# Überhaft
Unter Überhaft versteht man die Situation, dass sich jemand, gegen den ein Haftbefehl erlassen wurde, bereits aus anderen Gründen (in anderer Sache) in Haft befindet. Dies kann ein anderer Untersuchungshaftbefehl sein oder auch Strafhaft.
Da immer feststehen muss, wann und wie lange sich ein Beschuldigter für welche Sache in Haft befindet, wird die Reihenfolge der Vollstreckung der einzelnen Haftbefehle genau notiert. Sie werden dann nacheinander vollzogen.